# Дитрих I фон Катценелнбоген
Дитрих I фон Катценелнбоген (на немски: Dietrich I von Katzenelnbogen; * 1065, † 1095) е граф на Катценелнбоген, фогт на абатство Прюм.
Той е син на граф Тидард (1041 – 1087). От 1094 г. Дитер I и син му Хайнрих I построяват замък Катценелнбоген.

## Фамилия
Дитрих I се жени за Майнлиндис (1046 – 1142). Те имат децата:
- Хайнрих I (* 1070; † ок. 1102/1108), женен за Лукарда (Лютгард) фон Хаймбах (1076 – 1167), дъщеря на Етелгер фон Хаймбах, баща на Филип фон Катценелнбоген, епископ на Оснабрюк (1141 – 1173)
- Дитер II фон Катценелнбоген († сл. 1095)